# 마틴 J. 휘트먼 스쿨 오브 매니지먼트

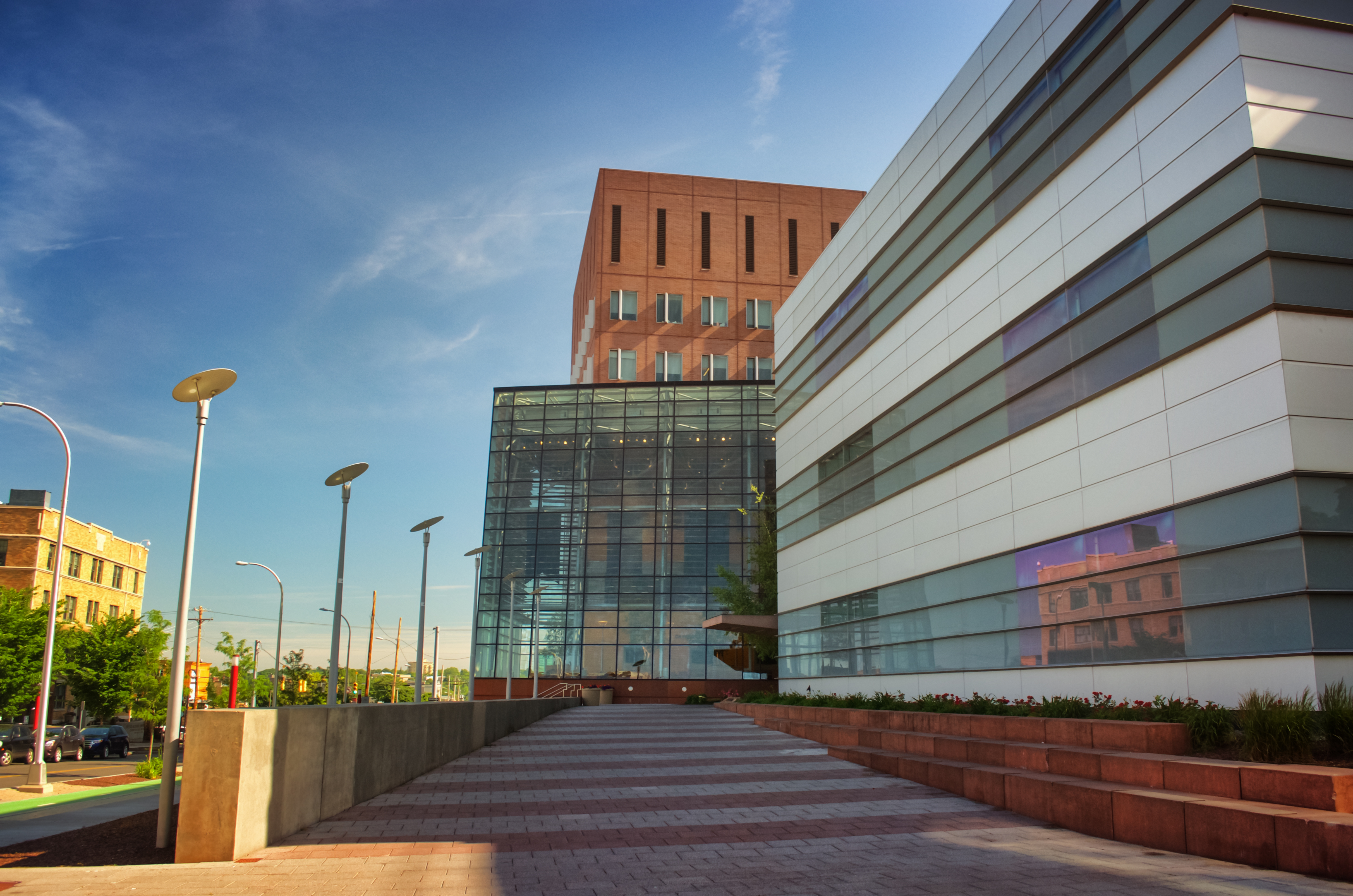

마틴 J. 휘트먼 스쿨 오브 매니지먼트(Martin J. Whitman School of Management)는 미국 뉴욕주 시러큐스에 위치한 시러큐스 대학교의 경영대학원이다. 이 학교의 동문 마틴 J. 휘트먼의 이름을 따서 교명이 확정된 이 학교는 1919년 설립되었다. 휘트먼 스쿨은 학사, 석사, 박사 학위를 모두 제공한다.

## 역사
이 학교는 1919년 시러큐스 대학교에서 칼리지 오브 비즈니스 어드미니스트레이션(College of Business Administration)이라는 이름으로 설립되었다.